# Vincent Maharavo
 (août 2025).

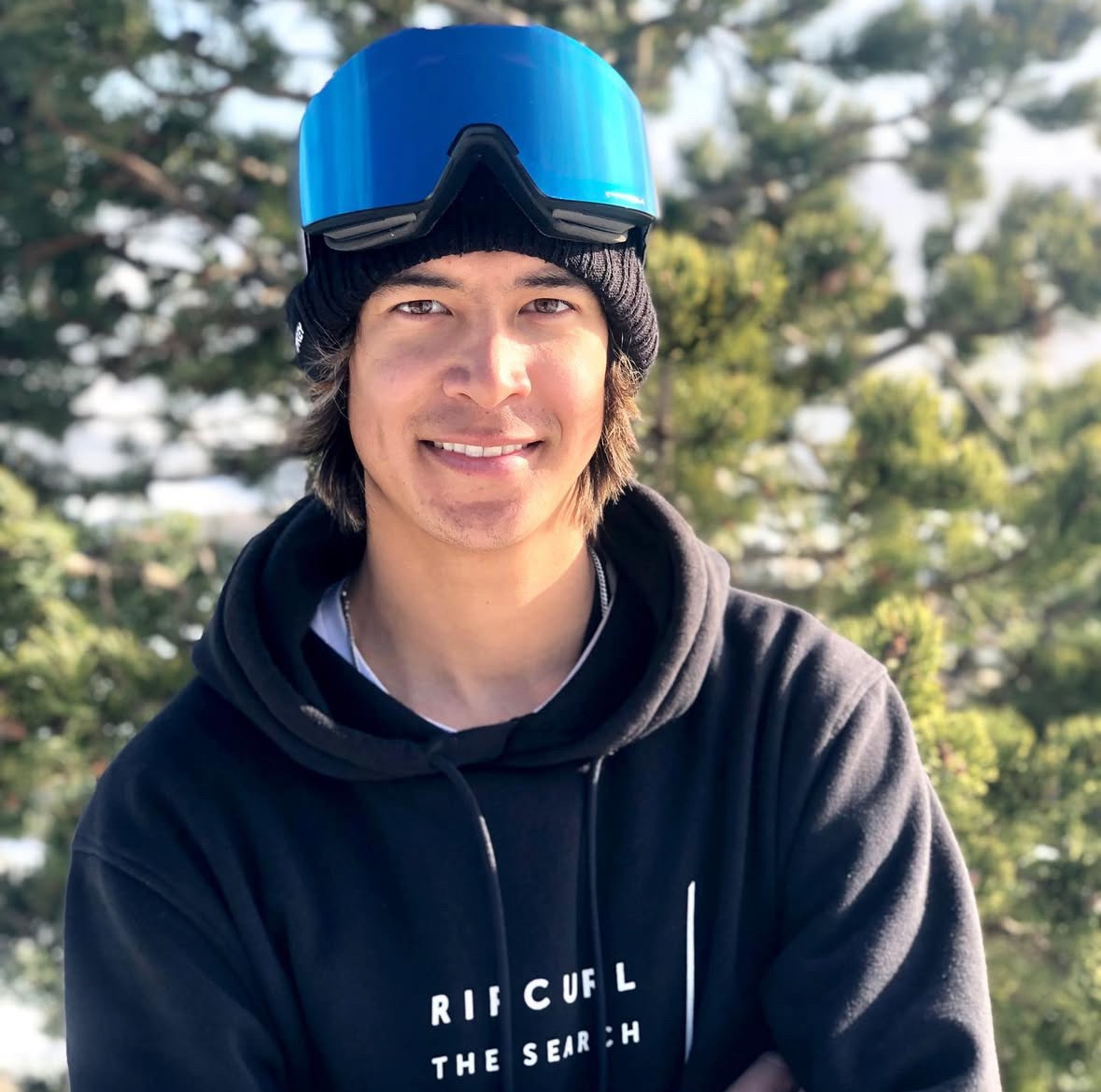
Photo de profile athlete

Vince Maharavo ou Vincent Maharavo (né le 5 juillet 1997 à Paris) est un skieur acrobatique français spécialisé en Big Air et en slopestyle. Il est membre de l'équipe de France de ski freestyle depuis 2017. En 2023, il devient champion de France de Big Air à Val Thorens. Depuis 2024 il s’est orienté plus particulièrement vers la discipline du halfpipe. Il est actuellement en lice pour les Jeux Olympiques d’hiver  de Milano Cortina 2026 en février prochain.

## Biographie
Vince Maharavo (ou Vincent de son vrais nom) naît à Paris en 1997.  Il découvre le ski dès l’âge de huit ans et s’installe à Font-Romeu à ce même moment, Il s’expatriera à l’âge de 12 ans en Andorre où il intègreras les structures locales de ski freestyle. À l’âge de 19 ans, en mai 2017 Vince integreras l’équipe de France de Slopestyle et Big air et il c’est à ce même moment qu’il signera ces premiers contrats professionnels, il reviendra s’installer à Font-Romeu à ce moment la. Depuis ce jour Vince est reconnu comme sportif professionnel a temps pleins.

## Carrière
Vince Maharavo évolue dans les disciplines du Big Air et du slopestyle.  Il compte plus de 45 départs en Coupe du monde ainsi que quatre participations aux Championnats du monde.
Il s’illustre sur la scène internationale avec plusieurs résultats notables, dont une 6e place en Coupe du monde à Bakuriani (Géorgie) en 2022, et deux podiums en Coupe d’Europe. En 2023, il remporte le titre de champion de France de Big Air à Val Thorens.

## Palmarès

### Compétitions internationales
| Année | Compétition           | Lieu      | Épreuve | Résultat |
| ----- | --------------------- | --------- | ------- | -------- |
| 2019  | Championnats du monde | Park City | Big Air | 28e      |
| 2022  | Coupe du monde        | Bakuriani | Big Air | 6e       |

### Coupe d’Europe
| Année | Lieu         | Épreuve    | Résultat |
| ----- | ------------ | ---------- | -------- |
| 2022  | Alpe d’Huez  | Big Air    | 3e       |
| 2023  | Prato Nevoso | Slopestyle | 3e       |

### Compétitions nationales
| Année | Lieu        | Épreuve | Résultat           |
| ----- | ----------- | ------- | ------------------ |
| 2023  | Val Thorens | Big Air | Champion de France |